# Portret Sebastiána de Morra
Portret Sebastiána de Morra je slika Diega Velázqueza o Sebastiánu de Morri, dvorni pritlikavec in norčku na dvoru Filipa IV. Naslikana je bila okoli leta 1644 in je zdaj v Pradu v Madridu. O De Morrovem življenju ni veliko dokumentacije razen dejstva, da ga je Filip IV. leta 1643 pripeljal v Španijo in je služil na dvoru šest let pred smrtjo leta 1649. Šele ko je Velázquez postal dvorni slikar, je pokazal pritlikavce s toplejšim in naturalističnim slogom v primerjavi s prejšnjimi slikami. De Morra gleda neposredno v gledalca, nepremično, ne giba z rokami, zaradi česar je eden od kritikov navedel, da slika predstavlja obsodbo dvornega ravnanja z de Morro in drugimi pritlikavci. Nedavno odkriti popisi in prejšnji dokumenti v zvezi z De Morro razkrivajo, da je bil znan tudi pod vzdevkom El Primo.

## Predmet

### Don Sebastián de Morra
Sebastiána de Morra je leta 1643 pridobil kralj Filip IV. od svojega mlajšega brata kardinala Infanta Fernanda. Nato so ga predali princu Baltasarju Carlosu do njegove smrti leta 1646. De Morrova naloga je bila, da princa zabava s humorjem. Po smrti princa Carlosa je De Morra umrl oktobra 1649 po šestih letih službovanja na dvoru. Analiza platen, na katerih sta bila naslikana portreta De Morre in Filipa IV., ki jo je opravil Thread Count Automation Project, je privedla do zaključka, da sta bila oba naslikana iz istega kosa blaga. Ta ugotovitev je razkrila, da je bil portret De Morra naslikan v mestu Fraga, skupaj s portretom Filipa.

### Dvorni pritlikavci
Dvorne norčke, znane kot sabandijas, 'male kače', so kralji zaposlovali že v srednjem veku. Ker so bili bodisi rojeni z deformacijo ali deformirani namerno ob rojstvu, so dvorni norčki postali sužnji kraljevega dvora in družine. Ker so nanje gledali kot na zabavo, pritlikavcev niso slikali kot simbolične figure, temveč v realističnem slogu. Ker so bili pritlikavci v življenju na dvoru tako pomembni, so bili vključeni tudi v slike z več figurami. Prejšnji španski dvorni slikarji pred Velázquezom so slikali pritlikavce hladno in malomarno, saj so nanje gledali kot na človeške ljubljenčke. Slikali so jih z izjemno togostjo in prezir do njih je bil viden tudi na njihovih portretih.
Dvorni pritlikavci so bili na slikah prikazani kot last njihovih gospodarjev, ki so jih na zahtevo svojega gospodarja klicali sem ter tja. Običajno so bili naslikani kot poslušni in kot last gospodarjev, tako da so ti položili roke na glavo pritlikavca. Pritlikavci so bili statusno gledano samo za razred višje od živali. Pogosto so bili naslikani, ko so bili s svojimi gospodarji v rokah kot neke vrste živali. Toda pritlikavcem z umetniškimi ali literarnimi sposobnostmi je bilo prihranjeno urjenje in igranje z živalmi.
Umetnostna zgodovinarka Enriqueta Harris je izjavila, da Velázquezove slike pritlikavcev ne sodijo v isti prostor kot klasične slike, ki jih je prav tako delal. Vendar pa Catherine Closet-Crane, avtorica kritičnega eseja o Velázquezovih portretih pritlikavcev, navaja, da so bili portreti v resnici namenjeni temu, da bi jih videli skupaj z drugimi Velázquezovimi portreti. Razpravlja celo o tem, da bi bilo portrete mogoče videti poleg nekaterih Rubensovih portretov, kot sta portreta filozofov Demokrita in Heraklita. Pritlikavci so bili običajno naslikani od 15. do 18. stoletja, vendar je njihov pomen v umetnosti kasneje upadel.

## Umetnik kot dvorni slikar
Diego Velázquez se je rodil leta 1599 v Sevilji v Španiji, kjer je nadaljeval svojo slikarsko kariero, dokler se pri 24 letih ni preselil v Madrid. Naturalistični slog Diega Velázqueza je bil eden prvih španskih uvodov v Caravaggiov slog, ki je širil Evropo. Velázquez je bil leta 1628 (29 let) kmalu zaposlen kot dvorni slikar Filipa IV. Ppanskega. V času, ko je bil dvorni slikar, se je Velázquezovo delo osredotočalo predvsem na slike za kraljeve apartmaje in dvor. Prvo delo Diega Velázqueza za kralja Filipa IV. je bilo, ko ga je grof vojvoda Olivares najel, da naslika njegov portret. Naloga dvornega slikarja je bila upodabljanje kraljeve družine in dvora v pozitivni luči. Velázquezova slika je tako navdušila kralja Filipa, da je najel Velasqueza kot slikarj, pri čemer so bile administrativne naloge med nekaterimi drugimi službami, ki jih je tudi opravljal v palači. Velázquez je znan po tem, da je dokončal vsaj deset portretov pritlikavcev. Te slike so na ogled v Pradu v Madridu.

## Opis

### Kompozicija in slog
Velázquez, znan po tem, da je v svojih slikah v realističnem slogu zajel velike podrobnosti, te lastnosti dokazuje v svojem portretu Sebastiána de Morra. S slikanjem Morra s pogledom naravnost je Velázquez uspel poudariti Morrovo očitno zamero nad njegovo fizično naravo in invalidnostjo. De Morra je postavljen na navadno temno ozadje brez vidnih predmetov. Struktura slike je bila prvotno ovalna namesto kvadratna, kar je razvidno iz oznak na platnu. Manjkajoči kosi v vogalih so tudi dokaz, da je bilo platno mišljeno za namestitev v ovalni okvir. Leta 1734 je požar uničil Real Alcazar v Madridu, kjer je bil portret De Morre. To bi lahko bil razlog, da je bilo platno nepravilno odrezano, da bi ga zaščitili pred nadaljnjo škodo zaradi požara. Steno na sami sliki naj bi zažgal požar neznanega izvora. Pomanjkanje ozadja vodi do zaključka, da je De Morra odtujen od zunanjega sveta in normalnega družbenega življenja. De Morrova desna stran obraza je v senci zaradi nagnjenega kota njegove glave in vira svetlobe na levi. Vir svetlobe pomaga prizemljiti figuro, saj bi se zdelo, da lebdi v vesolju na sicer temnem ozadju. Bel ovratnik in manšete na De Morrovi obleki so narejeni iz dragega čipkastega materiala, zaradi česar gledalec bolj pozorno spremlja njegove roke in obraz. Rdeče in zlato okrašeno ogrinjalo okoli njegove figure pomaga privabiti pogled gledalcev z ogrinjala proti njegovemu obrazu. Pelerina in ovratnik okoli De Morrove glave sta bila podobna vojaškemu plašču, ki ga je nosil Filip IV. De Morrove roke počivajo v naročju, pri čemer Velázquez ni vključil nobenih prstnih dodatkov.

### Osebni pogled umetnika
Spodobnost Diega Velázqueza je bila ena njegovih najbolj znanih lastnosti, kar je ponazoril v njegovih portretih pritlikavcev in norcev. V nasprotju s splošno špansko kritiko je Velázquez slikal ppritlikavce, ker je čutil, da je v slikanju resnice lepota, ne pa samo zato, da bi ujel grdoto. Namesto da bi jih prikazal kot preproste deformirane zabavljače, jih je Velázquez prikazal s človečnostjo, ki je včasih prekašala druge može na dvoru. Velazquez je v svojih slikah/študijah pokazal naklonjenost dvornim norčkom, potem ko je bil več let obkrožen s pritlikavci, ko je bil zaposlen na kraljevem dvoru. Velázquez jih je slikal z enako človečnostjo kot za kraljevo družino, da bi želel pokazati, da niso nič manj kot ljudje. Čeprav Velázquezove naturalistične in dobrodelne upodobitve invalidov in pritlikavcev, ki jih vzdržuje dvor, močno nakazujejo, da je kot dvorni slikar čutil nekaj sočutja do njihovega položaja, slikarjeva mnenja niso nikoli posebej navedena na noben dokumentiran način.ref>For a representation of a court dwarf in Medici Court, see Niccolò Cassana.</ref> Čeprav je bil Velázquez suženj kraljevega dvora, si je zadolžil ponazoriti, kako so se dvorni norčki počutili in nanje gledali preostali svet. Velázquezove bližje kot sicer običajne študije dvornih norčkov so zaključene kot rezultat njegovega občudovanja njihovih šal in humorja.

## Polemika glede identifikacije
Bilo je nekaj argumentov, da je portret Sebastiána de Morra dejansko portret drugega pritlikavca, znanega kot El Primo. Zapis iz Archiva de Palacio navaja, da je pritlikavec, naslikan v Fragi, dejansko imenovan El Primo. Prej je bilo znano, da je bil El Primo vzdevek drugega pritlikavca, Diega de Aceda. Prvič je bilo ugotovljeno, da je El Primo ime portreta De Aceda v katalogu Pedra de Madraza leta 1872. Portret je bil prej neimenovan, dokler se Madrazo ni ujemal z opisom slike, ki jo je kralj prejel s podobnimi oblačili kot portret De Aceda. Težava je v tem, da so tudi drugi popisi identificirali De Morrov portret kot El Primo. Leta 1952 je José Manuel Pita objavil popis inventarja iz leta 1689 markiza Carpia v Madridu, ki podrobno opisuje sliko De Morra, imenovano El Primo. Kasnejši inventar iz leta 1692 istega zbiratelja daje tudi De Morrovemu portretu ime El Primo. Kar je znano o El Primu je, da je bil blebetač, ki je delal za grofa vojvodo Olivaresa. Dokumentirano je, da je bil Diego de Acedo enakovreden sodobnemu državnemu uslužbencu za hišo in ni bil klošar, kar vodi do zaključka, da De Acedo in El Primo nista ista oseba. Zaradi protislovne narave številnih dokumentov in popisov je te skrivnosti nemogoče dokončno razrešiti.